# Bejaria nana
Bejaria nana är en ljungväxtart som beskrevs av A. C. Smith och Ewan. Bejaria nana ingår i släktet Bejaria och familjen ljungväxter. Inga underarter finns listade i Catalogue of Life.